# 翠月湖镇
翠月湖镇，是中华人民共和国四川省成都市都江堰市下辖的一个乡镇级行政单位。
2014年12月起，翠月湖镇被并入青城山镇。

## 行政区划
翠月湖镇下辖以下地区：
民兴社区、五桂社区村、永益社区村、永兴社区村、新桥社区村和清江社区村。